# Medaliści mistrzostw Polski seniorów w skoku wzwyż
Medaliści mistrzostw Polski seniorów w skoku wzwyż – zdobywcy medali seniorskich mistrzostw Polski w konkurencji skoku wzwyż.
Skok wzwyż jest rozgrywany na mistrzostwach kraju od ich pierwszej edycji, która miała miejsce w lipcu 1920 roku we Lwowie. Pierwszym w historii mistrzem Polski został zawodnik Czarnych Lwów Tadeusz Kirchner, który uzyskał wynik 1,555 m. Uzyskany przez niego rezultat był gorszy od ustalonego przez Polski Związek Lekkiej Atletyki minimum uprawniającego do startu w igrzyskach olimpijskich w Antwerpii, w związku z czym nie został wówczas uznany mistrzem kraju (tytuł ten przyznawano w 1920 tylko zawodnikom, którzy  osiągnęli wyniki lepsze od minimum olimpijskiego). Mimo to według obecnych zasad PZLA wszyscy zwycięzcy mistrzostw z 1920 noszą tytuły ówczesnych mistrzów Polski.  
Najbardziej utytułowanym zawodnikiem wśród startujących w mistrzostwach Polski jest Artur Partyka, który zdobył dwanaście złotych medali krajowego czempionatu. Tyle samo medali, ale jedenaście złotych i jeden srebrny wywalczył również Jacek Wszoła. 
Aktualny rekord mistrzostw Polski seniorów w skoku wzwyż wynosi 2,34 i został ustanowiony przez Michała Bieńka podczas mistrzostw w 2005 w Białej Podlaskiej.

## Medaliści
| NR – rekord kraju \| PB – rekord życiowy \| SB – najlepszy wynik w sezonie \| NL – najlepszy wynik w polskich tabelach w sezonie |

| Mistrzostwa              | 1. miejsce                                                      | Rezultat | 2. miejsce                                                                              | Rezultat | 3. miejsce                                                                             | Rezultat |
| Lwów 1920                | Tadeusz Kirchner Czarni Lwów                                    | 1,555    | Stanisław Sośnicki Polonia Warszawa                                                     | 1,50     |                                                                                        |          |
| Lwów 1921                | Wacław Kuchar Pogoń Lwów                                        | 1,72 NL  | Adam Bobiński WKS Warszawa                                                              | 1,61     | Jan de Lapierre Pogoń Lwów                                                             | 1,55     |
| Warszawa 1922            | Julian Gruner AZS Warszawa                                      | 1,58     | Jan Loth Polonia Warszawa                                                               | 1,51     | Erazm Pawski AZS Warszawa                                                              | 1,48     |
| Warszawa 1923            | Wacław Kuchar Pogoń Lwów                                        | 1,65     | Julian Gruner AZS Warszawa                                                              | 1,62     | Jan Loth Polonia Warszawa                                                              | 1,60     |
| Warszawa 1924            | Antoni Cejzik Polonia Warszawa                                  | 1,715    | Julian Gruner AZS Warszawa                                                              | 1,665    | Feliks Rokicki Sokół Warszawa                                                          | 1,615    |
| Kraków 1925              | Antoni Cejzik Polonia Warszawa                                  | 1,70     | Wincenty Fryszczyn Polonia Warszawa                                                     | 1,66     | Julian Gruner AZS Warszawa                                                             | 1,68     |
| Warszawa 1926            | Wojciech Trojanowski AZS Warszawa                               | 1,65     | Czesław Mejro Polonia Warszawa                                                          | 1,65     | Stefan Majtkowski Sokół Bydgoszcz                                                      | 1,65     |
| Warszawa 1927            | Czesław Mierzejewski AZS Warszawa                               | 1,70     | Zdzisław Nowak AZS Kraków                                                               | 1,65     | Kazimierz Nowosad Sokół Jarosław                                                       | 1,65     |
| Warszawa 1928            | Czesław Mierzejewski AZS Warszawa                               | 1,65     | Wincenty Fryszczyn Polonia Warszawa                                                     | 1,65     | Stefan Majtkowski Sokół Bydgoszcz                                                      | 1,65     |
| Poznań 1929              | Wojciech Trojanowski AZS Warszawa                               | 1,705    | Wincenty Fryszczyn Polonia Warszawa                                                     | 1,705    | Eugeniusz Lokajski Warszawianka                                                        | 1,705    |
| Warszawa 1930            | Czesław Mejro Polonia Warszawa                                  | 1,75     | Eugeniusz Lokajski Warszawianka                                                         | 1,65     | Arnold Kotowski Sokół Grudziądz                                                        | 1,60     |
| Królewska Huta 1931      | Wilhelm Chmiel Pogoń Katowice                                   | 1,77     | Jerzy Pławczyk AZS Warszawa                                                             | 1,77     | Eugeniusz Lokajski Warszawianka                                                        | 1,74     |
| Warszawa 1932            | Jerzy Pławczyk AZS Warszawa                                     | 1,83     | Władysław Niemiec Pogoń Lwów                                                            | 1,80     | Witold Gedgowd Polonia Warszawa                                                        | 1,75     |
| Bydgoszcz 1933           | Władysław Niemiec Pogoń Lwów                                    | 1,80     | Jerzy Pławczyk AZS Warszawa                                                             | 1,75     | Władysław Komar AZS Poznań                                                             | 1,75     |
| Poznań 1934              | Jerzy Pławczyk AZS Warszawa                                     | 1,83     | Edward Luckhaus Jagiellonia Białystok                                                   | 1,80     | Karol Hoffmann Warta Poznań                                                            | 1,75     |
| Białystok 1935           | Jerzy Pławczyk AZS Warszawa                                     | 1,85     | Wilhelm Chmiel Pogoń Katowice                                                           | 1,80     | Witold Gerutto AZS Wilno                                                               | 1,75     |
| Wilno 1936               | Witold Gerutto Warszawianka                                     | 1,80     | Szczepan Kalinowski WKS Grudziądz                                                       | 1,80     | Jan Semkowicz Sokół-Macierz Lwów                                                       | 1,75     |
| Chorzów 1937             | Karol Hoffmann AZS Poznań                                       | 1,82     | Wilhelm Chmiel KPW Katowice                                                             | 1,82     | Władysław Niemiec Pogoń Lwów                                                           | 1,82     |
| Warszawa 1938            | Karol Hoffmann AZS Poznań                                       | 1,85     | Szczepan Kalinowski WKS Grudziądz                                                       | 1,85     | Karol Reisske Stadion Chorzów                                                          | 1,80     |
| Poznań 1939              | Witold Gerutto Warszawianka                                     | 1,80     | Władysław Niemiec Pogoń Lwów                                                            | 1,80     | Jerzy Siemiątkowski KPW Poznań                                                         | 1,75     |
| 1940–1944                | nie rozgrywano                                                  |          |                                                                                         |          |                                                                                        |          |
| Łódź 1945                | Witold Gerutto BOS Warszawa                                     | 1,72     | Andrzej Skawina AZS Kraków                                                              | 1,65     | Jerzy Zwoliński BOS Warszawa                                                           | 1,65     |
| Kraków 1946              | Tadeusz Nicolau Syrena Warszawa                                 | 1,75     | Andrzej Skawina AZS Kraków                                                              | 1,75     | Jerzy Kuczyński ŁKS Łódź                                                               | 1,70     |
| Warszawa 1947            | Jerzy Zwoliński Syrena Warszawa                                 | 1,75     | Witold Gerutto Syrena Warszawa                                                          | 1,75     | Wacław Kuźmicki DKS Łódź                                                               | 1,70     |
| Poznań 1948              | Romuald Paprocki Warta Poznań                                   | 1,75     | Jerzy Zwoliński Syrena Warszawa                                                         | 1,75     | Jerzy Dręgiewicz Cracovia                                                              | 1,70     |
| Gdańsk 1949              | Jan Skałbania AZS Poznań                                        | 1,89 NL  | Stanisław Brzozowski Spójnia Warszawa                                                   | 1,89     | Jerzy Siemiątkowski Gwardia Bydgoszcz                                                  | 1,75     |
| Kraków 1950              | Stanisław Brzozowski Spójnia Warszawa                           | 1,84     | Jan Skałbania AZS Poznań                                                                | 1,81     | Jerzy Dręgiewicz Ogniwo Kraków                                                         | 1,81     |
| Warszawa 1951            | Józef Cecuła Budowlani Gdańsk                                   | 1,85     | Leonard Spychalski Budowlani Szczecin                                                   | 1,80     | Zygfryd Weinberg Gwardia Bydgoszcz                                                     | 1,75     |
| Wrocław 1952             | Kazimierz Fabrykowski AZS Gliwice                               | 1,82     | Zbigniew Lewandowski Budowlani Wrocław                                                  | 1,82     | Romuald Paprocki Ogniwo Warszawa                                                       | 1,77     |
| Warszawa 1953            | Zbigniew Lewandowski Budowlani Wrocław                          | 1,90     | Wiktor Szłyk Stal Warszawa                                                              | 1,75     | Jerzy Winnicki Włókniarz Sosnowiec                                                     | 1,75     |
| Warszawa 1954            | Zbigniew Lewandowski Budowlani Wrocław                          | 1,94     | Kazimierz Fabrykowski AZS Gliwice                                                       | 1,90     | Roman Potocki Kolejarz Kraków                                                          | 1,85     |
| Łódź 1955                | Kazimierz Fabrykowski AZS Gliwice                               | 1,91     | Bolesław Mroczyński AZS Poznań                                                          | 1,88     | Józef Cecuła Budowlani Warszawa                                                        | 1,88     |
| Zabrze 1956              | Zbigniew Lewandowski Budowlani Wrocław                          | 1,96     | Janusz Skupny AZS Poznań                                                                | 1,92     | Kazimierz Fabrykowski AZS Gliwice                                                      | 1,92     |
| Poznań 1957              | Zbigniew Lewandowski Gwardia Wrocław                            | 2,00     | Janusz Skupny AZS Poznań                                                                | 1,95     | Bolesław Mroczyński AZS Poznań                                                         | 1,90     |
| Bydgoszcz 1958           | Kazimierz Fabrykowski AZS Gliwice                               | 1,95     | Janusz Skupny AZS Poznań                                                                | 1,95     | Jerzy Chęciński Warta Poznań                                                           | 1,85     |
| Gdańsk 1959              | Kazimierz Fabrykowski AZS Gliwice                               | 1,95     | Andrzej Stauffer Start Katowice                                                         | 1,90     | Bolesław Mroczyński Zawisza Bydgoszcz                                                  | 1,85     |
| Olsztyn 1960             | Piotr Sobotta AZS Gliwice                                       | 1,95     | Janusz Skupny AZS Poznań                                                                | 1,95     | Zbigniew Lewandowski Gwardia Wrocław                                                   | 1,90     |
| Nowa Huta 1961           | Edward Czernik Lechia Zielona Góra                              | 2,05     | Jerzy Wierciński Nadburzanin                                                            | 1,95     | Marian Łysienko Górnik Zabrze                                                          | 1,90     |
| Warszawa 1962            | Piotr Sobotta AZS Kraków                                        | 2,00     | Jerzy Wierciński Legia Warszawa                                                         | 1,95     | Edward Czernik Lechia Zielona Góra                                                     | 1,95     |
| Bydgoszcz 1963           | Edward Czernik Lechia Zielona Góra                              | 2,04     | Ludwik Nowak AZS Gliwice                                                                | 2,01     | Marian Łysienko Górnik Zabrze                                                          | 2,01     |
| Warszawa 1964            | Edward Czernik Lumel Zielona Góra                               | 2,18     | Stefan Szwarczewski Gwardia Wrocław                                                     | 2,06     | Jerzy Wierciński LZS Rejowiec                                                          | 2,00     |
| Szczecin 1965            | Piotr Kaczmarek Górnik Wałbrzych                                | 2,03     | Czesław Kruszyński Zawisza Bydgoszcz                                                    | 2,03     | Andrzej Maciejewski AZS Wrocław                                                        | 2,00     |
| Poznań 1966              | Edward Czernik Lumel Zielona Góra                               | 2,06     | Piotr Kaczmarek Górnik Wałbrzych                                                        | 2,03     | Andrzej Maciejewski AZS Wrocław                                                        | 2,03     |
| Chorzów 1967             | Edward Czernik Lumel Zielona Góra                               | 2,06     | Stefan Szwarczewski Gwardia Wrocław                                                     | 2,03     | Zdzisław Kania AZS Wrocław                                                             | 2,00     |
| Zielona Góra 1968        | Janusz Białogrodzki Polonia Warszawa                            | 2,00     | Wojciech Żurawik Spójnia Gdańsk                                                         | 2,00     | Edward Czernik Lumel Zielona Góra                                                      | 1,95     |
| Kraków 1969              | Wojciech Gołębiowski ŁKS Łódź                                   | 2,08     | Lech Klinger Lumel Zielona Góra                                                         | 1,95     | Wojciech Żurawik Spójnia Gdańsk                                                        | 1,95     |
| Warszawa 1970            | Lech Klinger Lumel Zielona Góra                                 | 2,13     | Wojciech Gołębiowski ŁKS Łódź                                                           | 2,08     | Ryszard Pawelec AZS Wrocław                                                            | 2,08     |
| Warszawa 1971            | Wojciech Gołębiowski ŁKS Łódź                                   | 2,12     | Janusz Faliński Śląsk Wrocław Lech Klinger Lumel Zielona Góra                           | 2,05     |                                                                                        |          |
| Warszawa 1972            | Janusz Białogrodzki Polonia Warszawa                            | 2,05     | Janusz Faliński Śląsk Wrocław Wojciech Gołębiowski ŁKS Łódź Janusz Wujtów Skra Warszawa | 2,00     |                                                                                        |          |
| Warszawa 1973            | Włodzimierz Perka MKS-AZS Warszawa                              | 2,14     | Jerzy Miliczenko Lumel Zielona Góra                                                     | 2,11     | Andrzej Larysz Iskra Pszczyna Jerzy Nowak Polonia Warszawa Janusz Wujtów Skra Warszawa | 2,05     |
| Warszawa 1974            | Jacek Wszoła MKS-AZS Warszawa                                   | 2,09     | Marek Jędrzejczak Flota Gdynia                                                          | 2,09     | Wojciech Żurawik Spójnia Gdańsk                                                        | 2,09     |
| Bydgoszcz 1975           | Jacek Wszoła SZS-AZS Warszawa                                   | 2,10     | Wojciech Żurawik Spójnia Gdańsk                                                         | 2,10     | Michał Grotowski Polonia Warszawa                                                      | 2,10     |
| Bydgoszcz 1976           | Jacek Wszoła MKS-AZS Warszawa                                   | 2,17     | Leszek Kałek MKS-AZS Poznań                                                             | 2,17     | Włodzimierz Perka MKS-AZS Warszawa                                                     | 2,14     |
| Bydgoszcz 1977           | Jacek Wszoła AZS Warszawa                                       | 2,17     | Jarosław Gwóźdź Zawisza Bydgoszcz                                                       | 2,17     | Janusz Rybczyński Gwardia Warszawa                                                     | 2,14     |
| Warszawa 1978            | Jacek Wszoła AZS Warszawa                                       | 2,20     | Włodzimierz Perka Gwardia Warszawa                                                      | 2,17     | Janusz Trzepizur Chemik Kędzierzyn                                                     | 2,17     |
| Poznań 1979              | Jacek Wszoła AZS Warszawa                                       | 2,25     | Włodzimierz Perka Gwardia Warszawa                                                      | 2,17     | Janusz Rybczyński Gwardia Warszawa                                                     | 2,17     |
| Łódź 1980                | Jacek Wszoła AZS Warszawa                                       | 2,22     | Dariusz Biczysko Lubtour Zielona Góra                                                   | 2,20     | Janusz Trzepizur Chemik Kędzierzyn                                                     | 2,17     |
| Zabrze 1981              | Janusz Trzepizur Chemik Kędzierzyn                              | 2,24     | Krzysztof Krawczyk Górnik Wałbrzych                                                     | 2,20     | Mirosław Jakubczak Zawisza Bydgoszcz                                                   | 2,20     |
| Lublin 1982              | Jacek Wszoła AZS Warszawa                                       | 2,28     | Janusz Trzepizur Chemik Kędzierzyn                                                      | 2,26     | Dariusz Zielke AZS Gdańsk                                                              | 2,21     |
| Bydgoszcz 1983           | Janusz Trzepizur Chemik Kędzierzyn                              | 2,30 NL  | Jacek Wszoła AZS Warszawa                                                               | 2,28     | Krzysztof Przybyła Zawisza Bydgoszcz                                                   | 2,21     |
| Lublin 1984              | Jacek Wszoła AZS Warszawa                                       | 2,28     | Dariusz Zielke AZS Gdańsk                                                               | 2,26     | Krzysztof Krawczyk AZS Wrocław                                                         | 2,21     |
| Bydgoszcz 1985           | Jacek Wszoła AZS Warszawa                                       | 2,30     | Krzysztof Przybyła Zawisza Bydgoszcz                                                    | 2,22     | Krzysztof Krawczyk AZS Wrocław                                                         | 2,20     |
| Grudziądz 1986           | Dariusz Zielke AZS Gdańsk                                       | 2,25     | Bogusław Glinkowski Górnik Zabrze Krzysztof Krawczyk AZS Wrocław                        | 2,22     |                                                                                        |          |
| Poznań 1987              | Krzysztof Krawczyk AZS Wrocław                                  | 2,28     | Krzysztof Przybyła Zawisza Bydgoszcz                                                    | 2,22     | Piotr Zielke Lechia Gdańsk                                                             | 2,22     |
| Grudziądz 1988           | Jacek Wszoła AZS Warszawa                                       | 2,29     | Dariusz Zielke AZS Gdańsk                                                               | 2,25     | Krzysztof Krawczyk AZS Wrocław Krzysztof Przybyła Zawisza Bydgoszcz                    | 2,22     |
| Kraków 1989              | Artur Partyka ŁKS Łódź                                          | 2,16     | Krzysztof Przybyła Zawisza Bydgoszcz                                                    | 2,13     | Adam Kolwicz AZS-AWF Warszawa                                                          | 2,10     |
| Piła 1990                | Artur Partyka ŁKS Łódź                                          | 2,32     | Krzysztof Krawczyk AZS Wrocław                                                          | 2,30     | Remigiusz Fladrowski Olimpia Grudziądz                                                 | 2,20     |
| Kielce 1991              | Artur Partyka ŁKS Łódź                                          | 2,24     | Krzysztof Krawczyk AZS Wrocław                                                          | 2,21     | Jarosław Kotewicz Zawisza Bydgoszcz                                                    | 2,20     |
| Warszawa 1992            | Artur Partyka ŁKS Łódź                                          | 2,30     | Robert Kołodziejczyk Stal Ostrów Wlkp. Przemysław Radkiewicz Skra Warszawa              | 2,16     |                                                                                        |          |
| Kielce 1993              | Artur Partyka ŁKS Łódź                                          | 2,28     | Jarosław Kotewicz Ziemia Iławska                                                        | 2,23     | Przemysław Radkiewicz Skra Warszawa                                                    | 2,20     |
| Piła 1994                | Artur Partyka ŁKS Łódź                                          | 2,26     | Przemysław Radkiewicz Skra Warszawa                                                     | 2,26     | Robert Kołodziejczyk Stal Ostrów Wlkp.                                                 | 2,26     |
| Warszawa 1995            | Artur Partyka ŁKS Łódź                                          | 2,32     | Jarosław Kotewicz Ziemia Iławska                                                        | 2,29     | Przemysław Radkiewicz Skra Warszawa                                                    | 2,26     |
| Piła 1996                | Artur Partyka ŁKS Łódź                                          | 2,26     | Jarosław Kotewicz Ziemia Iławska                                                        | 2,23     | Przemysław Radkiewicz Skra Warszawa                                                    | 2,20     |
| Bydgoszcz 1997           | Artur Partyka ŁKS Łódź                                          | 2,32     | Jarosław Kotewicz Ziemia Iławska                                                        | 2,28     | Marcin Kaczocha AZS-AWF Gdańsk                                                         | 2,20     |
| Wrocław 1998             | Artur Partyka ŁKS Łódź                                          | 2,23     | Robert Kołodziejczyk Skra Warszawa                                                      | 2,17     | Piotr Kuszneruk AZS-AWF Biała Podlaska                                                 | 2,14     |
| Kraków 1999              | Artur Partyka ŁKS Łódź                                          | 2,30     | Jarosław Kotewicz Ziemia Iławska                                                        | 2,25     | Dawid Jaworski AZS-AWF Gorzów Wlkp.                                                    | 2,22     |
| Kraków 2000              | Artur Partyka ŁKS Łódź                                          | 2,22     | Rafał Kazimierczak AZS-AWF Warszawa                                                     | 2,22     | Grzegorz Sposób AZS Lublin                                                             | 2,18     |
| Bydgoszcz 2001           | Grzegorz Sposób AZS Lublin                                      | 2,22     | Paweł Gulcz AZS-AWF Poznań                                                              | 2,22     | Marcin Kaczocha Stal Ostrów Wlkp.                                                      | 2,18     |
| Szczecin 2002            | Grzegorz Sposób AZS Lublin Aleksander Waleriańczyk Wawel Kraków | 2,18     |                                                                                         |          | Marcin Kaczocha AZS-AWF Gdańsk                                                         | 2,18     |
| Bielsko-Biała 2003       | Aleksander Waleriańczyk Wawel Kraków                            | 2,32     | Grzegorz Sposób AZS Lublin                                                              | 2,28     | Emilian Kaszczyk MKS-AZS Łódź                                                          | 2,28     |
| Bydgoszcz 2004           | Robert Wolski MKLA Łęczyca                                      | 2,30     | Dawid Jaworski AZS-AWF Gorzów Wlkp.                                                     | 2,25     | Aleksander Waleriańczyk Wawel Kraków                                                   | 2,25     |
| Biała Podlaska 2005      | Michał Bieniek AZS-AWF Wrocław                                  | 2,34     | Grzegorz Sposób Start Lublin                                                            | 2,30     | Aleksander Waleriańczyk Elite Cafe Wawel Kraków                                        | 2,28     |
| Bydgoszcz 2006           | Grzegorz Sposób Start Lublin                                    | 2,22     | Michał Bieniek AZS-AWF Wrocław                                                          | 2,22     | Aleksander Waleriańczyk Elite Cafe Wawel Kraków                                        | 2,18     |
| Poznań 2007              | Aleksander Waleriańczyk Wawel Kraków                            | 2,28     | Grzegorz Sposób Start Lublin                                                            | 2,22     | Wojciech Sibiga Skra Warszawa                                                          | 2,14     |
| Szczecin 2008            | Grzegorz Sposób Start Lublin                                    | 2,22     | Michał Bieniek AZS-AWF Wrocław                                                          | 2,18     | Piotr Śleboda Olimpia Grudziądz                                                        | 2,18     |
| Bydgoszcz 2009           | Grzegorz Sposób Start Lublin                                    | 2,31 SB  | Sylwester Bednarek RKS Łódź                                                             | 2,25     | Robert Wolski MKLA Łęczyca                                                             | 2,22 SB  |
| Bielsko-Biała 2010       | Wojciech Theiner AZS-AWF Katowice                               | 2,30 PB  | Sylwester Bednarek RKS Łódź Konrad Owczarek AZS KU Politechniki Opolskiej               | 2,22     |                                                                                        |          |
| Bydgoszcz 2011           | Piotr Śleboda Olimpia Grudziądz                                 | 2,22     | Wojciech Theiner AZS-AWF Katowice                                                       | 2,18     | Robert Wolski MKLA Łęczyca                                                             | 2,13     |
| Bielsko-Biała 2012       | Szymon Kiecana Agros Zamość                                     | 2,28     | Wojciech Theiner AZS-AWF Katowice                                                       | 2,19     | Piotr Śleboda Olimpia Grudziądz                                                        | 2,16     |
| Toruń 2013               | Szymon Kiecana Agros Zamość                                     | 2,25     | Piotr Śleboda Olimpia Grudziądz                                                         | 2,22     | Piotr Milewski Podlasie Białystok                                                      | 2,22 PB  |
| Szczecin 2014            | Sylwester Bednarek RKS Łódź                                     | 2,25 =SB | Wojciech Theiner AZS-AWF Katowice                                                       | 2,25     | Piotr Śleboda Olimpia Grudziądz                                                        | 2,19     |
| Kraków 2015              | Sylwester Bednarek RKS Łódź                                     | 2,25     | Szymon Kiecana Agros Zamość                                                             | 2,22     | Wojciech Theiner AZS-AWF Katowice                                                      | 2,18     |
| Bydgoszcz 2016           | Sylwester Bednarek RKS Łódź                                     | 2,25     | Wojciech Theiner AZS KU Politechniki Opolskiej                                          | 2,18     | Piotr Śleboda Olimpia Grudziądz                                                        | 2,13     |
| Białystok 2017           | Sylwester Bednarek RKS Łódź                                     | 2,30     | Norbert Kobielski MKS Inowrocław Wojciech Theiner AZS KU Politechniki Opolskiej         | 2,22     |                                                                                        |          |
| Lublin 2018              | Maciej Grynienko Orlica Domaniów                                | 2,21     | Sylwester Bednarek RKS Łódź                                                             | 2,21     | Norbert Kobielski MKS Inowrocław Maciej Lepiato Start Gorzów Wlkp.                     | 2,09     |
| Radom 2019               | Sylwester Bednarek RKS Łódź                                     | 2,16     | Norbert Kobielski MKS Inowrocław                                                        | 2,16     | Bartłomiej Bedeniczuk AZS-AWF Biała Podlaska                                           | 2,12     |
| Włocławek 2020           | Norbert Kobielski MKS Inowrocław                                | 2,26     | Jakub Hołub AZS UMCS Lublin                                                             | 2,12 PB  | Bartłomiej Bedeniczuk AZS-AWF Biała Podlaska                                           | 2,07     |
| Poznań 2021              | Norbert Kobielski MKS Inowrocław                                | 2,26 SB  | Mateusz Kołodziejski CWZS Zawisza Bydgoszcz                                             | 2,23 PB  | Sylwester Bednarek RKS Łódź                                                            | 2,16     |
| Suwałki 2022             | Mateusz Kołodziejski CWZS Zawisza Bydgoszcz                     | 2,21 =SB | Mikołaj Szczęsny MKLA Łęczyca                                                           | 2,12     | Sebastian Moszczyński Podlasie Białystok                                               | 2,12     |
| Gorzów Wielkopolski 2023 | Norbert Kobielski MKS Inowrocław                                | 2,24     | Mateusz Kołodziejski CWZS Zawisza Bydgoszcz                                             | 2,16 =SB | Jakub Nielub AML Słupsk                                                                | 2,12 PB  |
| Bydgoszcz 2024           | Norbert Kobielski MKS Inowrocław                                | 2,16     | Mateusz Kołodziejski CWZS Zawisza Bydgoszcz                                             | 2,12     | Damian Donakowski GKS Olimpia Grudziądz                                                | 2,12 PB  |

## Klasyfikacja medalowa
W historii mistrzostw Polski seniorów na podium tej imprezy stanęło w sumie 119 skoczków. Najwięcej  medali – po 12 – wywalczyli Artur Partyka i Jacek Wszoła, przy czym Partyka 12 złotych, a Wszoła 11 złotych i 1 srebrny. W tabeli kolorem wyróżniono zawodników, którzy wciąż są czynnymi lekkoatletami.
| Lp. | Zawodnik                | Złoto | Srebro | Brąz | Razem |
| 1.  | Artur Partyka           | 12    | 0      | 0    | 12    |
| 2.  | Jacek Wszoła            | 11    | 1      | 0    | 12    |
| 3.  | Sylwester Bednarek      | 5     | 3      | 1    | 9     |
| 3.  | Grzegorz Sposób         | 5     | 3      | 1    | 9     |
| 5.  | Edward Czernik          | 5     | 0      | 2    | 7     |
| 6.  | Norbert Kobielski       | 4     | 2      | 1    | 7     |
| 7.  | Kazimierz Fabrykowski   | 4     | 1      | 1    | 6     |
| 8.  | Zbigniew Lewandowski    | 4     | 1      | 1    | 6     |
| 9.  | Jerzy Pławczyk          | 3     | 2      | 0    | 5     |
| 10. | Witold Gerutto          | 3     | 1      | 1    | 5     |
| 11. | Aleksander Waleriańczyk | 3     | 0      | 3    | 6     |
| 12. | Wojciech Gołębiowski    | 2     | 2      | 0    | 4     |
| 13. | Janusz Trzepizur        | 2     | 1      | 2    | 5     |
| 14. | Szymon Kiecana          | 2     | 1      | 0    | 3     |
| 15. | Karol Hoffmann          | 2     | 0      | 1    | 3     |
| 16. | Janusz Białogrodzki     | 2     | 0      | 0    | 2     |
| 16. | Antoni Cejzik           | 2     | 0      | 0    | 2     |
| 16. | Wacław Kuchar           | 2     | 0      | 0    | 2     |
| 16. | Czesław Mierzejewski    | 2     | 0      | 0    | 2     |
| 16. | Piotr Sobotta           | 2     | 0      | 0    | 2     |
| 16. | Wojciech Trojanowski    | 2     | 0      | 0    | 2     |
| 22. | Wojciech Theiner        | 1     | 5      | 1    | 7     |
| 23. | Krzysztof Krawczyk      | 1     | 4      | 3    | 8     |
| 24. | Mateusz Kołodziejski    | 1     | 3      | 0    | 4     |
| 25. | Julian Gruner           | 1     | 2      | 1    | 4     |
| 25. | Władysław Niemiec       | 1     | 2      | 1    | 4     |
| 25. | Włodzimierz Perka       | 1     | 2      | 1    | 4     |
| 25. | Dariusz Zielke          | 1     | 2      | 1    | 4     |
| 29. | Michał Bieniek          | 1     | 2      | 0    | 3     |
| 29. | Wilhelm Chmiel          | 1     | 2      | 0    | 3     |
| 29. | Lech Klinger            | 1     | 2      | 0    | 3     |
| 32. | Piotr Śleboda           | 1     | 1      | 4    | 6     |
| 33. | Jerzy Zwoliński         | 1     | 1      | 1    | 3     |
| 34. | Stanisław Brzozowski    | 1     | 1      | 0    | 2     |
| 34. | Piotr Kaczmarek         | 1     | 1      | 0    | 2     |
| 34. | Czesław Mejro           | 1     | 1      | 0    | 2     |
| 34. | Jan Skałbania           | 1     | 1      | 0    | 2     |
| 38. | Robert Wolski           | 1     | 0      | 2    | 3     |
| 39. | Józef Cecuła            | 1     | 0      | 1    | 2     |
| 39. | Romuald Paprocki        | 1     | 0      | 1    | 2     |
| 41. | Maciej Grynienko        | 1     | 0      | 0    | 1     |
| 41. | Tadeusz Kirchner        | 1     | 0      | 0    | 1     |
| 41. | Tadeusz Nicolau         | 1     | 0      | 0    | 1     |
| 44. | Jarosław Kotewicz       | 0     | 5      | 1    | 6     |
| 45. | Janusz Skupny           | 0     | 4      | 0    | 4     |
| 46. | Krzysztof Przybyła      | 0     | 3      | 2    | 5     |
| 47. | Wincenty Fryszczyn      | 0     | 3      | 0    | 3     |
| 48. | Przemysław Radkiewicz   | 0     | 2      | 3    | 5     |
| 49. | Wojciech Żurawik        | 0     | 2      | 2    | 4     |
| 50. | Robert Kołodziejczyk    | 0     | 2      | 1    | 3     |
| 50. | Jerzy Wierciński        | 0     | 2      | 1    | 3     |
| 52. | Janusz Faliński         | 0     | 2      | 0    | 2     |
| 52. | Szczepan Kalinowski     | 0     | 2      | 0    | 2     |
| 52. | Andrzej Skawina         | 0     | 2      | 0    | 2     |
| 52. | Stefan Szwarczewski     | 0     | 2      | 0    | 2     |
| 56. | Eugeniusz Lokajski      | 0     | 1      | 2    | 3     |
| 56. | Bolesław Mroczyński     | 0     | 1      | 2    | 3     |
| 58. | Dawid Jaworski          | 0     | 1      | 1    | 2     |
| 58. | Jan Loth                | 0     | 1      | 1    | 2     |
| 58. | Janusz Wujtów           | 0     | 1      | 1    | 2     |
| 61. | Dariusz Biczysko        | 0     | 1      | 0    | 1     |
| 61. | Adam Bobiński           | 0     | 1      | 0    | 1     |
| 61. | Bogusław Glinkowski     | 0     | 1      | 0    | 1     |
| 61. | Pawł Gulcz              | 0     | 1      | 0    | 1     |
| 61. | Jarosław Gwóźdź         | 0     | 1      | 0    | 1     |
| 61. | Jakub Hołub             | 0     | 1      | 0    | 1     |
| 61. | Marek Jędrzejczak       | 0     | 1      | 0    | 1     |
| 61. | Leszek Kałek            | 0     | 1      | 0    | 1     |
| 61. | Rafał Kazimierczak      | 0     | 1      | 0    | 1     |
| 61. | Czesław Kruszyński      | 0     | 1      | 0    | 1     |
| 61. | Edward Luckhaus         | 0     | 1      | 0    | 1     |
| 61. | Jerzy Miliczenko        | 0     | 1      | 0    | 1     |
| 61. | Ludwik Nowak            | 0     | 1      | 0    | 1     |
| 61. | Zdzisław Nowak          | 0     | 1      | 0    | 1     |
| 61. | Konrad Owczarek         | 0     | 1      | 0    | 1     |
| 61. | Stanisław Sośnicki      | 0     | 1      | 0    | 1     |
| 61. | Leonard Spychalski      | 0     | 1      | 0    | 1     |
| 61. | Andrzej Stauffer        | 0     | 1      | 0    | 1     |
| 61. | Mikołaj Szczęsny        | 0     | 1      | 0    | 1     |
| 61. | Wiktor Szłyk            | 0     | 1      | 0    | 1     |
| 81. | Marcin Kaczocha         | 0     | 0      | 3    | 3     |
| 82. | Bartłomiej Bedeniczuk   | 0     | 0      | 2    | 2     |
| 82. | Jerzy Dręgiewicz        | 0     | 0      | 2    | 2     |
| 82. | Marian Łysienko         | 0     | 0      | 2    | 2     |
| 82. | Andrzej Maciejewski     | 0     | 0      | 2    | 2     |
| 82. | Stefan Majtkowski       | 0     | 0      | 2    | 2     |
| 82. | Janusz Rybczyński       | 0     | 0      | 2    | 2     |
| 82. | Jerzy Siemiątkowski     | 0     | 0      | 2    | 2     |
| 89. | Jerzy Chęciński         | 0     | 0      | 1    | 1     |
| 89. | Damian Donakowski       | 0     | 0      | 1    | 1     |
| 89. | Remigiusz Fladrowski    | 0     | 0      | 1    | 1     |
| 89. | Witold Gedgowd          | 0     | 0      | 1    | 1     |
| 89. | Michał Grotowski        | 0     | 0      | 1    | 1     |
| 89. | Mirosław Jakubczak      | 0     | 0      | 1    | 1     |
| 89. | Zdzisław Kania          | 0     | 0      | 1    | 1     |
| 89. | Emilian Kaszczyk        | 0     | 0      | 1    | 1     |
| 89. | Adam Kolwicz            | 0     | 0      | 1    | 1     |
| 89. | Władysław Komar         | 0     | 0      | 1    | 1     |
| 89. | Arnold Kotowski         | 0     | 0      | 1    | 1     |
| 89. | Jerzy Kuczyński         | 0     | 0      | 1    | 1     |
| 89. | Piotr Kuszneruk         | 0     | 0      | 1    | 1     |
| 89. | Wacław Kuźmicki         | 0     | 0      | 1    | 1     |
| 89. | Jan de Lapierre         | 0     | 0      | 1    | 1     |
| 89. | Andrzej Larysz          | 0     | 0      | 1    | 1     |
| 89. | Maciej Lepiato          | 0     | 0      | 1    | 1     |
| 89. | Piotr Milewski          | 0     | 0      | 1    | 1     |
| 89. | Sebastian Moszczyński   | 0     | 0      | 1    | 1     |
| 89. | Jakub Nielub            | 0     | 0      | 1    | 1     |
| 89. | Jerzy Nowak             | 0     | 0      | 1    | 1     |
| 89. | Kazimierz Nowosad       | 0     | 0      | 1    | 1     |
| 89. | Ryszard Pawelec         | 0     | 0      | 1    | 1     |
| 89. | Erazm Pawski            | 0     | 0      | 1    | 1     |
| 89. | Roman Potocki           | 0     | 0      | 1    | 1     |
| 89. | Karol Reisske           | 0     | 0      | 1    | 1     |
| 89. | Feliks Rokicki          | 0     | 0      | 1    | 1     |
| 89. | Jan Semkowicz           | 0     | 0      | 1    | 1     |
| 89. | Wojciech Sibiga         | 0     | 0      | 1    | 1     |
| 89. | Zygfryd Weinberg        | 0     | 0      | 1    | 1     |
| 89. | Jerzy Winnicki          | 0     | 0      | 1    | 1     |
| 89. | Piotr Zielke            | 0     | 0      | 1    | 1     |